# Bolyai-patak
Bolyai-patak är ett vattendrag i Ungern.   Det ligger i provinsen Heves, i den norra delen av landet, 100 km nordost om huvudstaden Budapest.